# Clairton
Clairton est une ville américaine située dans le comté d'Allegheny en Pennsylvanie.
Selon le recensement de 2010, Clairton compte 6 796 habitants. La municipalité s'étend sur 3,02 milles carrés (7,82 km2), dont 2,79 milles carrés (7,23 km2) de terres.
Clairton est le lieu de tournage de certaines scènes du film Voyage au bout de l'enfer de Michael Cimino sorti en 1979. Son maire en 2024 est Richard Lattanzi.